# 孙建毅
孙建毅（1901年—1969年5月），山东新泰人，是一位中国医师。

## 生平
1926年从齐鲁大学医学院毕业，次年至北京协和医院专修眼科。后相继在山东平阴广仁医院、上海仁济医院、苏州福音医院、苏州博习医院任职。1932年9月赴英国利物浦热带医学院专修热带病学，获博士学位。1933年9月回到中国，在苏州博习医院任职。1938年2月后，在昆明国民党政府陆军医院任职。1941年7月后，自设诊所行医。亦曾在瑞丽雷允飞机制造厂职工医院任职。1946年赴印度加尔各答讲学。中华人民共和国成立后在中国人民解放军昆明总医院任职，曾担任副院长。被选为云南省政协第一届委员，第二、三届常务委员会委员，云南省第二、三届人大代表，中华医学会云南分会理事，中国防痨协会云南分会理事。
1969年5月12日，孙建毅在文化大革命中遭迫害而死。1978年12月23日，昆明军区总医院为其举行追悼大会。

## 资料来源
1. ↑  汤亦新. . 《航空史研究》. 1995, (01): 6.[]
2. ↑  . www.taian.gov.cn. 泰安市人民政府. 2017-02-13  [2017-11-22]. （原始内容存档于2018-01-26）.